# Front de libération oromo
Pour les articles homonymes, voir OLF et Front de libération.
Le Front de libération oromo, ou Oromo Liberation Front (OLF) en anglais, est un groupe politique oromo en Éthiopie, opposé au gouvernement qui ne lui reconnait pas le statut de parti politique officiel. Actif depuis les années 1970, il prônait la sécession de la région de l'Oromiya, plus grande région du pays et foyer du peuple oromo, principal groupe ethnique éthiopien.
Jusqu'en 2018, le groupe pratique la guérilla, sauf entre 1991 et 1992 où il fait partie du Gouvernement de transition d'Éthiopie.
Le 7 août 2018, le FLO et le Premier ministre éthiopien Abiy Ahmed (premier chef de gouvernement d'origine oromo) signent des accords de paix qui les autorisent à poursuivre le combat uniquement par la voie politique.
À cette date, naît la Oromo Liberation Army (OLA), un groupe qui se sépare de l'OLF lors de la guerre du Tigré. Elle se livre à la lutte armée contre les Amharas, commettant notamment un attentat en novembre 2020.
Le groupe est principalement actif en province Oromia et dans la zone Oromia en Amhara, ainsi que dans le Metekel dans le Benishangul-Gumuz.